# Conquest (album)
Conquest – trzynasty album brytyjskiej rockowej grupy Uriah Heep wydany w 1980 r. Ostatni album z udziałem Ken Hensleya.

## Lista utworów
| 1. | "No Return" (Bolder/Box/Hensley)                   | 6:07  |
|    |                                                    |       |
| 2. | "Imagination" (Hensley)                            | 5:49  |
|    |                                                    |       |
| 3. | "Feelings" (Hensley)                               | 5:26  |
|    |                                                    |       |
| 4. | "Fools" (Bolder)                                   | 5:03  |
|    |                                                    |       |
| 5. | "Carry On" (Hensley)                               | 3:57  |
|    |                                                    |       |
| 6. | "Won't Have to Wait Too Long" (Bolder/Box/Hensley) | 4:54  |
|    |                                                    |       |
| 7. | "Out on the Street" (Hensley)                      | 5:57  |
|    |                                                    |       |
| 8. | "It Ain't Easy" (Bolder)                           | 5:45  |
|    |                                                    |       |
|    |                                                    | 42:58 |
|    |                                                    |       |

## Twórcy
- John Sloman – wokal, pianino
- Ken Hensley – keyboard, syntezator, gitara, wokal
- Mick Box – gitara
- Trevor Bolder – bas
- Chris Slade – perkusja